# ヴィエイユヴィーニュ (ロワール＝アトランティック県)
ヴィエイユヴィーニュ （Vieillevigne）は、フランス、ペイ・ド・ラ・ロワール地域圏、ロワール＝アトランティック県のコミューン。

## 地理

県におけるヴィエイユヴィーニュの位置

ヴィエイユヴィーニュはモンテギュの西9km、ナントの30km南、ラ・ロッシュ＝シュル＝ヨンの35km北にある。
1999年にINSEEがまとめた順位表によれば、ヴィエイユヴィーニュは都市化されていない農村型コミューンである。

## 歴史

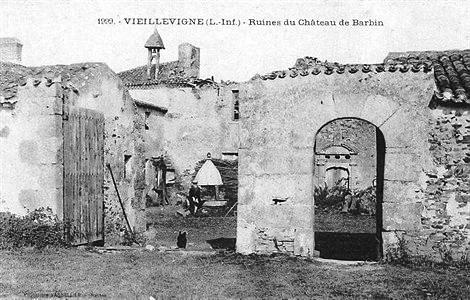
バルバン城の廃墟

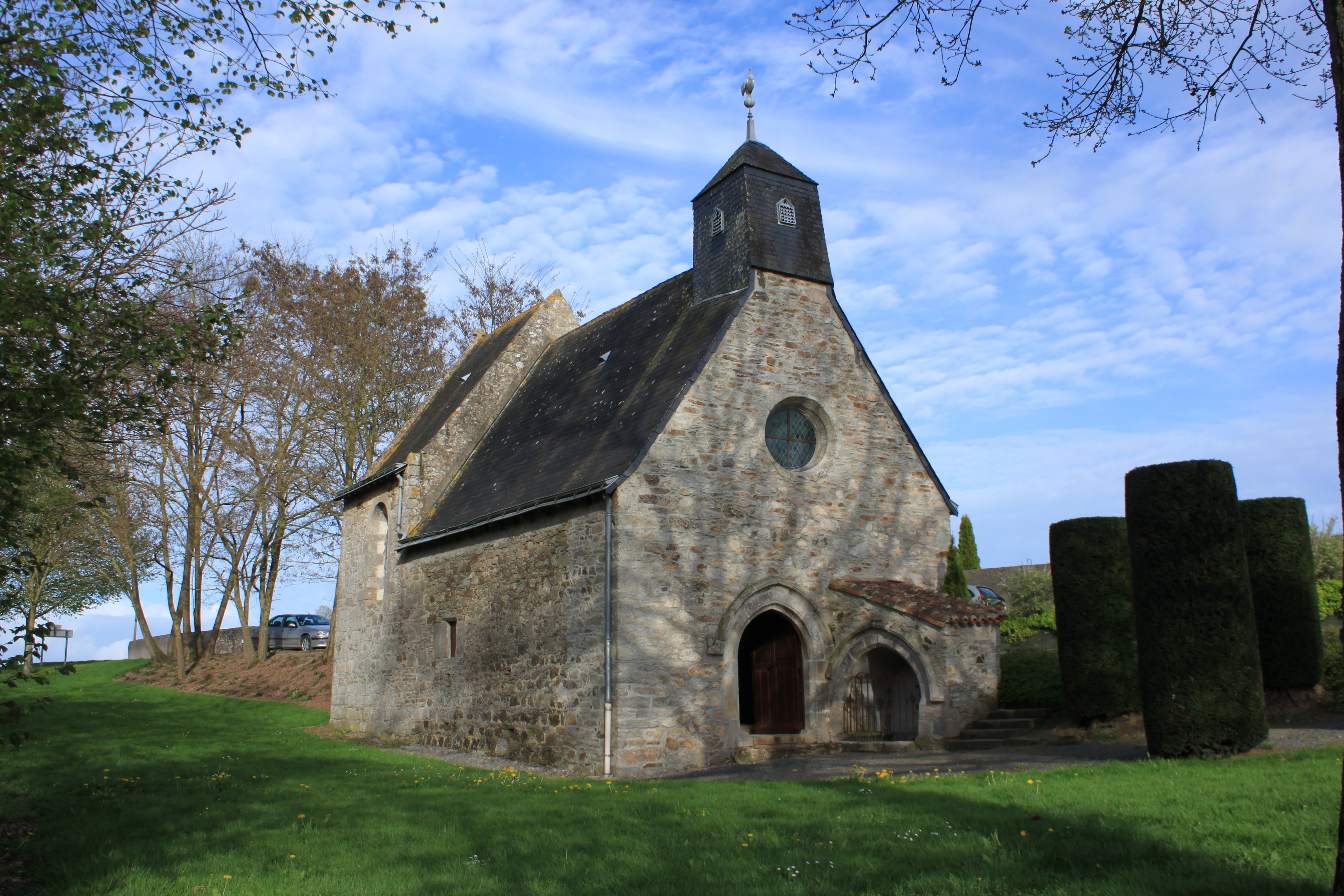
ノートルダム・デ・シャン礼拝堂

ヴィエイユヴィーニュはかつて、グランリュー湖周辺におかれた、城を防衛し領地を管理するシャテレニー（fr）であった。これは一方で、ペイ・ド・レとクリソン地方とにまたがる広大な土地であった。この領地は、8つの教区からなる封土で、グランリュー湖の領域に関係があった。同名の町には領主裁判所があり、毎週月曜日に市を開く権利を持ち、年に6回の祭りがあった。町にはブルレール城があった。領主となったのはガティヌー家、カペー家傍流のマシュクール家、ラ・ランド家、ラ・シャペル家、ダマス・ティアンジュ家、クリュ・クールボワイエ家、ロシュフォール・ド・モルトマール家、ル・クレール・ド・ジュイニェ家であった。
1622年、ルイ13世がヴィエイユヴィーニュで一泊している。ヴィエイユヴィーニュの8000人の男たちの先頭に立ち、王はプロテスタントと戦うためオーニス遠征を行った。
1562年から1725年まで、ヴィエイユヴィーニュは西フランスにおいてプロテスタント信仰が盛んな地であった。アヴォグール家とラ・ロシュジファール家はプロテスタント信仰に傾倒し、1563年にはサン・トマ広場に教会もあった。
1832年、グラン・シェヌ集落において、ベリー公爵夫人軍が敗退している。

## 人口統計
| 1962年 | 1968年 | 1975年 | 1982年 | 1990年 | 1999年 | 2006年 | 2012年 |
| ------ | ------ | ------ | ------ | ------ | ------ | ------ | ------ |
| 2788   | 2892   | 2793   | 2948   | 3127   | 3263   | 3726   | 3929   |

source=1999年までLdh/EHESS/Cassini、2004年以降INSEE

## 姉妹都市
- ヴァインガルテン、ドイツ

## ゆかりの人物
- スタニスラス・ボードリー